# L'Absente (série télévisée)
Pour les articles homonymes, voir L'Absente (homonymie).
Production
Diffusion
L'Absente est une série télévisée franco-belge réalisée par Karim Ouaret d'après un scénario de Delinda Jacobs et diffusée en Belgique sur La Une à partir du 14 septembre 2021, en Suisse sur RTS Un à partir du 17 septembre 2021 et, enfin, en France sur France 2 à partir du 20 septembre 2021.
Cette fiction « au potentiel émotionnel fort » est une coproduction entre Escazal Films, France Télévisions,, Be-Films et la RTBF (télévision belge), avec la participation de TV5 Monde et de la Radio télévision suisse (RTS) et avec le soutien de Pictanovo et de la Région Hauts-de-France.

## Synopsis
Il y a onze ans, la petite Marina Masson disparaît sans laisser de traces près de la Départementale 60 dans les environs de Saint-Kilien de Dunkerque dans le département français du Nord, en revenant de chez son amie Kayla. Cette disparition dévaste les parents qui finissent par divorcer. Depuis, la petite sœur vit dans l'ombre de la disparue.
Onze ans après, une jeune femme fuit un poids-lourd dans la nuit sur cette même route départementale et est percutée par une voiture : elle se réveille, amnésique, à l'hôpital,,,.
Le personnel de l'hôpital, constatant que le corps de la jeune femme porte de nombreuses traces de sévices, est persuadé qu'il s'agit de Marina et appelle le capitaine de police qui était chargé de l'enquête à l'époque, ainsi que la famille : bouleversée, cette dernière se demande si la jeune fille est bien la petite Marina,,. 
Quelque temps après, un ancien ami de la famille Masson est retrouvé assassiné non loin de la Départementale 60.
Selon Anne Holmes, directrice de la fiction française de France Télévisions, cette série « ne raconte pas une histoire de disparition d'enfant, mais les déflagrations, sur une famille, de la réapparition de Marina, disparue onze ans plus tôt, qui reprend peu à peu sa place »,.

## Distribution

### Famille Masson
- Clotilde Courau : Hélène Masson, mère de Marina
- Thibault de Montalembert : Laurent Masson, père de Marina
- Salomé Dewaels : Marina Masson / Alexandra « Alex » Martinez
- Lionel Erdogan : Loïc Masson, frère de Marina
- Laëtitia Eïdo : Selma Masson, seconde épouse de Laurent
- Fantine Harduin : Éléonore Masson, sœur de Marina
- Juliane Lepoureau : Marina enfant
- Marvin Ouaret : Liam Masson, demi-frère de Marina

### Police
- Olivier Rabourdin : capitaine Paul Constante, premier enquêteur du dossier de disparition
- Marie Denarnaud : capitaine Victoire Eberhart
- Armand Éloi : commissaire Forget
- Cédric Le Maoût : Max

### Autres personnages
- Bruni Makaya : Maël Lepart
- Pascal Reneric : Sully Labbé
- Cypriane Gardin : Kayla
- Dominique Thomas : Père Durell
- Cyril Gueï : pasteur Jocelyn, le mari de Victoire Eberhart
- Manuel Severi : Jonathan, le fils de Paul Constante
- Rebecca Tetens : Barbara

Actrices et acteurs de la série
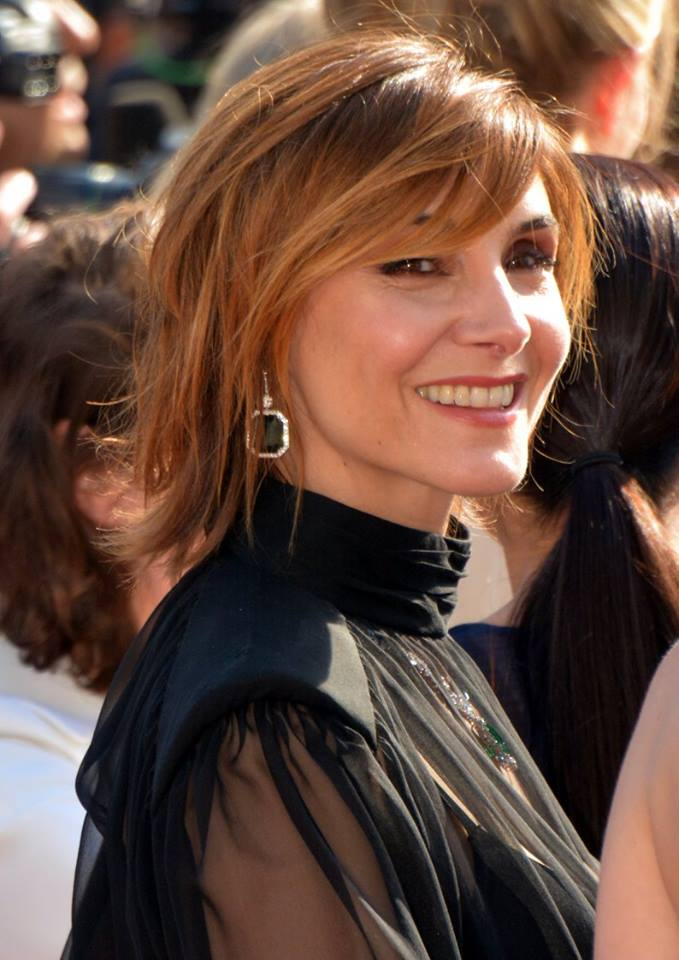
Clotilde Courau.
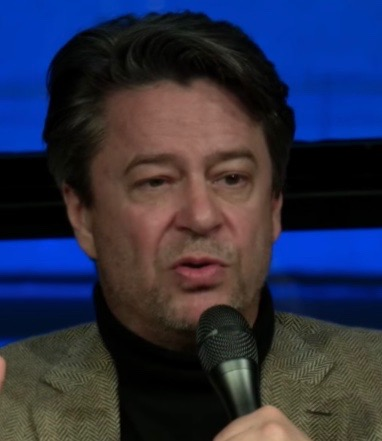
Thibault de Montalembert.
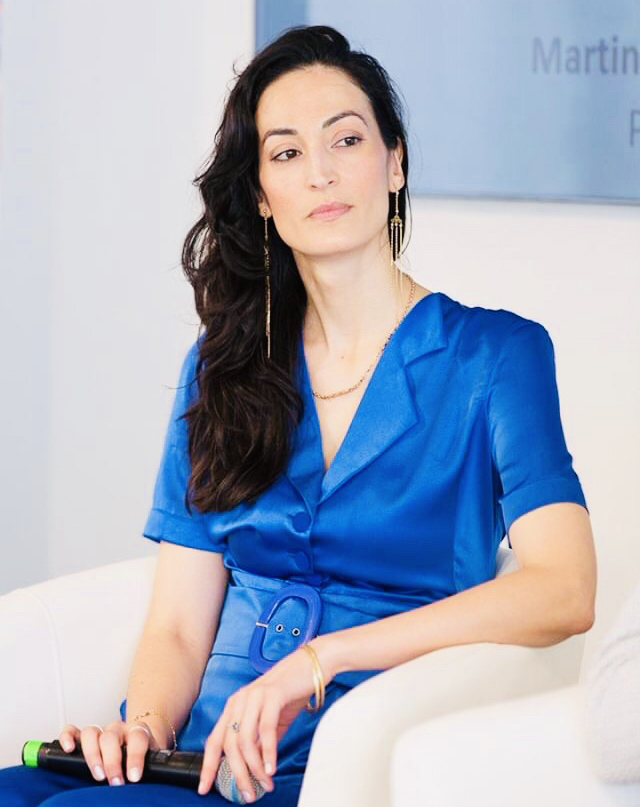
Laëtitia Eïdo.
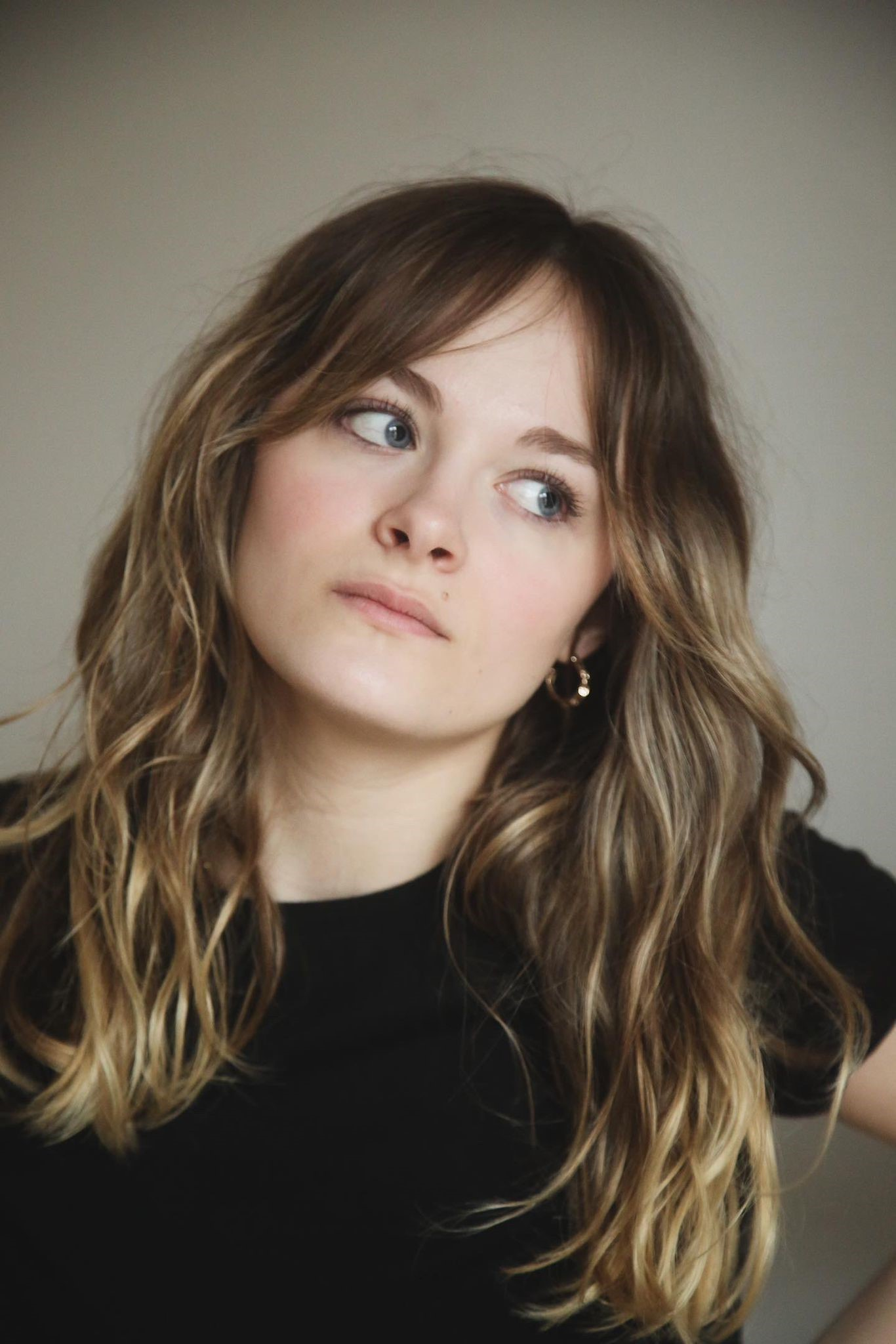
Fantine Harduin.
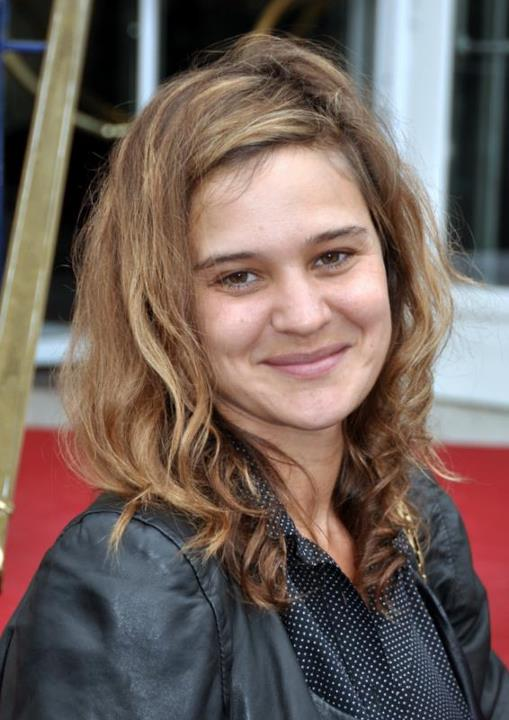
Marie Denarnaud.
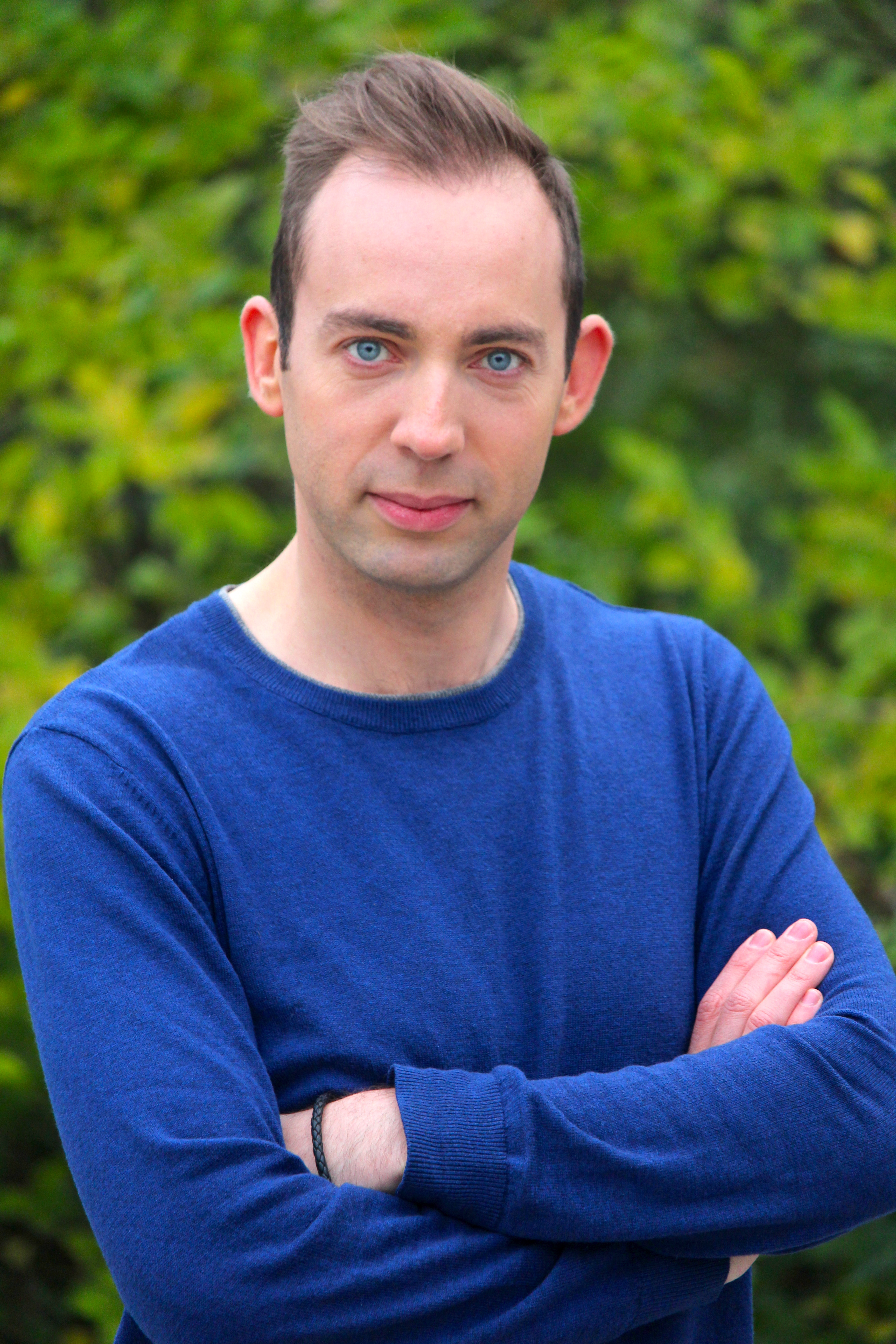
Cédric Le Maoût.
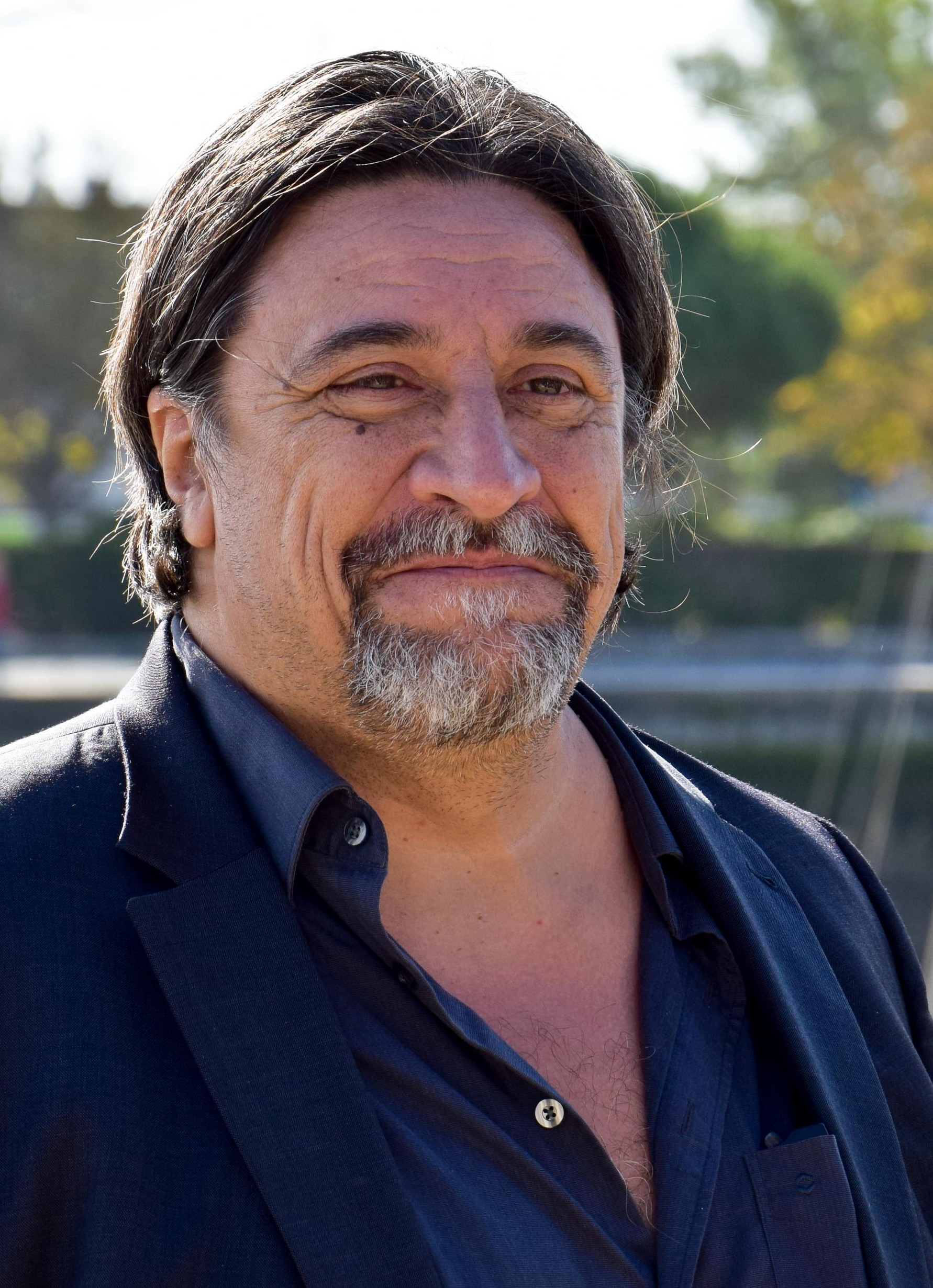
Dominique Thomas.

## Production

### Genèse et développement
La série a été créée et écrite par Delinda Jacobs (mini-série La forêt, Une chance de trop) et réalisée par Karim Ouaret (Meurtres à Grasse),,,.
Lorsque Delinda Jacobs a proposé cette histoire à la productrice Sophie Révil, cette dernière n'a pas hésité un instant : « Comme moi, elle avait été marquée par l'histoire de Natacha Kampusch, cette petite fille autrichienne de 10 ans enlevée sur le chemin de l'école à Vienne en mars 1998. Elle était réapparue huit ans plus tard, à quelques rues de chez ses parents, ayant réussi à échapper à la surveillance de son ravisseur, un détraqué du nom de Wolfgang Priklopil, qui l'avait détenue dans une cave pendant toutes ces années ». Selon Sophie Révil « Delinda était fascinée par cette histoire ».
« Delinda est une scénariste au talent stupéfiant », poursuit Sophie Révil, qui ne tarit pas d'éloges sur la créatrice de L'Absente. « Pour moi c'est une romancière. Elle écrit seule, ce qui n'arrive plus, c'est un truc à l'ancienne. Aujourd'hui on écrit plutôt en équipe, sous forme de writer's room. Pour écrire seule ces 8 épisodes, Delinda a mis environ deux ans et demi. Mais le résultat est de toute beauté. Les personnages sont ciselés, d'une complexité folle ». Cette force d'écriture a également convaincu le réalisateur Karim Ouaret : « Quand Sophie Révil et Denis Carot m'ont contacté pour me proposer cette série, j'ai lu les 4 premiers épisodes et, dès les premières lignes, j'ai senti une atmosphère particulière qui se dégageait de la plume de Delinda, avec cette jeune fille qui court sur la route, en pleine nuit, poursuivie par un camion. J'adore être surpris, avoir des twists originaux, et ça a été le cas à chaque épisode. Pour moi c'était une évidence d'accepter une telle proposition ».

### Attribution des rôles
La jeune comédienne belge Salomé Dewaels explique comment elle a obtenu le rôle de Marina / Alex : « À la lecture des épisodes, je me suis rendu compte qu'il y avait une complexité folle chez mon personnage. Il y avait tellement de choses à jouer. Alors, je ne sais pas trop si ça se fait, mais dès que j'ai rencontré Karim au casting, je lui ai dit "J'ai envie de le faire, il faut que ce soit moi" ».
Thibault de Montalembert, qui interprète le père (divorcé) de la disparue, dit s'être « beaucoup appuyé, pour préparer le rôle de Laurent, sur le livre du père d'Estelle Mouzin. Il a écrit ce livre qui s'appelle Retrouver Estelle. Et c'est un livre que Laurent Masson aurait pu écrire de A à Z. Je l'avais sur moi tout le temps d'ailleurs, je m'y référais tout le temps ». Parlant de la jeune Salomé Dewaels, Thibault de Montalembert confie à la RTBF : « Elle m'a scotché, elle a un talent fou. C'est une vraie rencontre ».
Quant à Clotilde Courau, elle avoue avoir été impressionnée par la complexité du personnage d'Hélène, la mère de Marina : « j'ai demandé à faire une séance de travail avec Delinda, pour qu'elle m'explique certaines parties du puzzle d'Hélène. Ce qui m'a beaucoup aidé. Et je suis ravie d'avoir accepté le rôle car c'est une chance d'avoir des personnages aussi riches à défendre ».
Aux côtés de Marie Denarnaud, qui joue une policière atypique appelée pour épauler l'enquêteur historique du dossier incarné par Olivier Rabourdin, on trouve Cédric Le Maoût, qui compare en ces termes L'Absente avec la série Capitaine Marleau dans laquelle il joue également : « On est dans quelque chose de plus réaliste, de plus froid, de plus noir. On est dans un drame. C'est différent de ce que j'ai pu faire avant ».

### Tournage
Le tournage de la série se déroule du 19 octobre 2020 au 2 mars 2021 dans les Hauts-de-France et plus particulièrement sur la Côte d'Opale : parmi les lieux de tournage figurent Dunkerque, Calais, Douai, Attiches, Audinghen, Audresselles, Ambleteuse, Bondues, Bruay-la-Buissière, Lille, Pont-à-Vendin, Roubaix, Saint-Pol-sur-Mer, Sangatte, Thumeries, Tourcoing, Wasquehal, Wissant et la forêt de Marchiennes,,,,,.
La Côte d'Opale n'a pas été choisie au hasard. Le Nord de la France était visiblement le décor idéal comme l'explique Karim Ouaret, le réalisateur : « C'est un très bon choix artistique par rapport aux ambiances naturelles : la pluie, le brouillard, le froid, le vent… Pour moi c'est vraiment un personnage en plus ». « Quand j'ai lu les scripts, j'ai senti qu'il fallait apporter une ambiance particulière. Je suis donc parti faire des repérages dans le Nord avec le directeur de production, qui connait très bien la région car il est originaire de là-bas. Il m'a emmené sur des spots précis de la Côte d'Opale et à chaque fois je me disais "C'est ça, ça correspond exactement à ce que j'ai lu". Au fil des repérages, la série prenait forme visuellement dans ma tête » poursuit Karim Ouaret.
Le tournage s'est lui aussi déroulé dans une atmosphère particulière puisqu'une grande partie des séquences ont été tournées en période de confinement et de couvre-feu : « On était coupé du monde. C'est comme si le temps s'était arrêté à Dunkerque à ce moment-là » explique encore Karim Ouaret.

### Fiche technique
- Titre français : L'Absente
- Genre : Drame, Policier, Thriller[3]
- Production : Sophie Révil, Denis Carot[1],[2]
- Sociétés de production : Escazal Films, France Télévisions[1],[2], Be-Films et la RTBF (télévision belge), avec la participation de TV5 Monde et de la RTS (Radio télévision suisse)
- Réalisation : Karim Ouaret[1],[3]
- Scénario : Delinda Jacobs[1],[5],[2],[8]
- Musique : Loïc Ouaret[1],[8]
- Décors : Mathieu Menut, Stéphanie Delpech[12]
- Costumes : Catherine Rigault[8]
- Accessoires : Laurent Grellier[12]
- Photographie : Mahdi Lepart[8],[12]
- Son : Fabien Luth
- Montage : Nicolas Pechitch, Emmanuel Douce[8]
- Maquillage : Mathilde Dhordain
- Pays de production :  France /  Belgique
- Langue originale : français
- Format : couleur
- Nombre de saisons : 1
- Nombre d'épisodes[3],[5],[4],[7],[6] : 8
- Durée : 52 minutes[1],[7],[6]
- Dates de première diffusion :
  - Belgique : 14 septembre 2021 sur La Une[13]
  - Suisse : 17 septembre 2021 sur RTS Un[13]
  - France : 20 septembre 2021 sur France 2[2],[4],[6]

## Accueil critique
Allociné voit dans cette série « un thriller haletant, à l'ambiance particulière ».
De son côté, Le Parisien titre « L'Absente : un thriller vertigineux » et souligne que « ce thriller bien mené, doublé d'un drame oppressant » est « porté par des comédiens extraordinaires, dont Clotilde Courau et Thibault de Montalembert ». Le quotidien conclut par un seul mot : « Brillant ».
Pour Télé 7 jours, la série est « Un thriller au scénario captivant qui casse les codes du genre. Il est servi par des comédiens au top parmi lesquels Thibault de Montalembert, bouleversant dans sa quête de vérité et sa volonté de se faire justice ».
La critique de Katia De La Ballina sur le site Télé 2 semaines est dithyrambique : « Les huit épisodes de cette enquête haletante maintiennent une tension croissante et un suspense soutenu jusqu'à la résolution de toutes les énigmes. L'excellent Thibault de Montalembert livre une prestation remarquable d'intensité dans la peau de Laurent Masson, père inconsolable et marin pêcheur tourmenté, obsédé par le besoin de savoir et de se venger. L'Absente s'illustre enfin par son atmosphère crépusculaire et inquiétante, à l'image de la grise lumière qui baigne Dunkerque et la Côte d'Opale, souvent engourdies par le vent, la pluie et le froid. Cette noirceur curieusement attirante est magnifiée par la réalisation élégante de Karim Ouaret, qui met en valeur les lignes urbaines, les plages sauvages et les chantiers navals ô combien télégéniques de la région. Le résultat, ce sont huit épisodes visuellement très réussis ! ».
Pour Anne-Claire Dugas de Télé Z, L'Absente est une grande réussite : « Sur le papier, la fiction n'est pas d'une originalité folle, une énième histoire de disparition d'enfant. Au visionnage, c'est un petit bijou de réalisation, aidé d'un casting étonnant et de personnages complexes ».
Pour Jean-Marc Verdrel, de Coulisses TV, « Le jeune réalisateur Karim Ouaret nous livre avec L'Absente une série très originale, qui est à la fois un thriller envoûtant et un drame familial poignant ».
Pour Jean-Christophe Nurbel, du site Bulles de Culture : « Construite à travers différents points de vue, cette série propose d'abord un rythme lent et déjà-vu avant de creuser peu à peu, dans la lumière froide d'hiver des Hauts-de-France, les douleurs, les complexités et les secrets de personnages brisés et en quête de rédemption ».

## Audiences et diffusion

### En Belgique
En Belgique, la série est diffusée les mardis vers 20 h 35 sur La Une par salve de deux puis trois épisodes du 14 au 28 septembre 2021.
| Épisode              | Diffusion               | Diffusion            | Audience moyenne          | Audience moyenne                       | Réf.   |
| Épisode              | Jour                    | Horaire              | Nombre de téléspectateurs | Part de marché (sur les 4 ans et plus) | Réf.   |
| -------------------- | ----------------------- | -------------------- | ------------------------- | -------------------------------------- | ------ |
| 1                    | Mardi 14 septembre 2021 | 20 h 34 - 21 h 37    | 216 522                   |                                        | [ 17 ] |
| 2                    | Mardi 14 septembre 2021 | 21 h 37 - 22 h 39    | 216 522                   |                                        | [ 17 ] |
| 3                    | Mardi 21 septembre 2021 | 20 h 34 - 21 h 37    | 117 224                   |                                        | [ 17 ] |
| 4                    | Mardi 21 septembre 2021 | 21 h 37 - 22 h 39    | 117 224                   |                                        | [ 17 ] |
| 5                    | Mardi 21 septembre 2021 | 22 h 39 - 23 h 39    | 117 224                   |                                        | [ 17 ] |
| 6                    | Mardi 28 septembre 2021 | 20 h 36 - 21 h 35    | 144 705                   |                                        | [ 17 ] |
| 7                    | Mardi 28 septembre 2021 | 21 h 35 - 22 h 34    | 144 705                   |                                        | [ 17 ] |
| 8                    | Mardi 28 septembre 2021 | 22 h 34 - 23 h 38    | 144 705                   |                                        | [ 17 ] |
|                      |                         |                      |                           |                                        |        |
| Moyenne de la saison | Moyenne de la saison    | Moyenne de la saison | 159 484                   |                                        |        |

- Les plus hauts chiffres d'audience
- Les plus bas chiffres d'audience

### En France
En France, la série est diffusée les lundis vers 21 h 05 sur France 2 par salve de deux puis trois épisodes du 20 septembre au 4 octobre 2021.
| Épisode              | Diffusion               | Diffusion            | Audience moyenne          | Audience moyenne                       | Audience moyenne         | Audience moyenne | Réf.   |
| Épisode              | Jour                    | Horaire              | Nombre de téléspectateurs | Part de marché (sur les 4 ans et plus) | Part de marché (FRDA-50) | Classement       | Réf.   |
| -------------------- | ----------------------- | -------------------- | ------------------------- | -------------------------------------- | ------------------------ | ---------------- | ------ |
| 1                    | Lundi 20 septembre 2021 | 21 h 05 - 22 h 00    | 3 591 000                 | 15,3 %                                 |                          |                  | [ 18 ] |
| 2                    | Lundi 20 septembre 2021 | 22 h 00 - 23 h 10    | 3 180 000                 | 16,2 %                                 |                          |                  | [ 18 ] |
| 3                    | Lundi 27 septembre 2021 | 21 h 10 - 22 h 00    | 2 650 000                 | 11,8 %                                 |                          |                  | [ 19 ] |
| 4                    | Lundi 27 septembre 2021 | 22 h 00 - 22 h 55    | 2 360 000                 | 12,1 %                                 |                          |                  | [ 19 ] |
| 5                    | Lundi 27 septembre 2021 | 22 h 55 - 23 h 55    |                           |                                        |                          |                  | [ 19 ] |
| 6                    | Lundi 4 octobre 2021    | 21 h 05 - 22 h 05    | 2 830 000                 | 12,7 %                                 |                          |                  | [ 20 ] |
| 7                    | Lundi 4 octobre 2021    | 22 h 05 - 23 h 05    | 2 570 000                 | 13,7 %                                 |                          |                  | [ 20 ] |
| 8                    | Lundi 4 octobre 2021    | 22 h 55 - 23 h 55    |                           |                                        |                          |                  | [ 20 ] |
|                      |                         |                      |                           |                                        |                          |                  |        |
| Moyenne de la saison | Moyenne de la saison    | Moyenne de la saison | 2 863 000                 | 13,6 %                                 |                          |                  |        |

- Les plus hauts chiffres d'audience
- Les plus bas chiffres d'audience